# 상층대기 번개

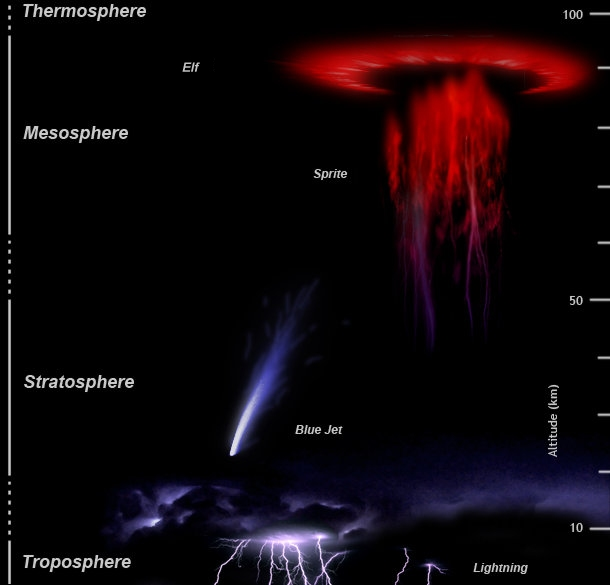

상층대기 번개(Upper-atmospheric lightning) 또는 전리층 번개(Ionspheric lightning)란 일반적인 번개나 폭풍 구름보다 훨씬 위쪽에서 일어나는, 매우 짧은 번개를 말한다. 여러 모로 대류권의 일반 번개와는 다른 성질이 많기 때문에 번개라는 말 대신 순간 야광(transient luminous event; TLE)이라고 부르기도 한다.

## 같이 보기
- 오로라
- 세인트 엘모의 불